# 醜女の深情け
『醜女の深情け』（しこめのふかなさけ、Tillie's Punctured Romance）は、1914年公開のサイレント映画。キーストン社による製作で、監督はマック・セネット。映画史上最初の長編喜劇としてその名を残し、のちにアカデミー主演女優賞を受賞するマリー・ドレスラーの映画デビュー作として記録されている。助演はメーベル・ノーマンドとチャールズ・チャップリンで、その他キーストン社の主だった俳優が出演するなど、文字通り社を挙げて製作した映画である。
「チャップリン映画」という観点で見ると、1971年に映画研究家ウノ・アスプランドが制定したチャップリンのフィルモグラフィーの整理システムに基づけば、チャップリンの映画出演33作目にあたり、またチャップリンが他人のメガホンのもとで出演した事実上最後の映画である。また、別のスターの脇に回った唯一の長編映画でもある。（ただし短編ではフォード・スターリング主演の『泥棒を捕まえる人』やロスコー・アーバックル主演の「ノックアウト」で助演している）。
日本では『チャップリンの醜女の深情（しこめのふかなさけ）』のタイトルでDVDが発売されている。また、『チャップリンの百万長者』とのタイトルで公開されたこともある。

## あらすじ
田舎に住むティリー (マリー・ドレスラー) は、お人好しで少々愚かな農場主の娘。女たらしの都会の男ペテン師（チャールズ・チャップリン）と出会うが、ティリーの父親・ジョン・バンクス (マック・スウェイン) が従業員のために多額の資金を持っているのをペテン師は見て、ティリーに資金を持ち逃げさせます。都会で、ペテン師は恋人メーベル (メイベル・ノーマン)と会い、レストランでティリーを酔わせ、財布を預かるように頼みます。彼女は酔っていたので同意し、ペテン師はメーベルと金を持って逃げ、ティリー は警察に捕まってしまいます。
その日遅く、彼らはニコロデオンでキーストーンの映画「泥棒の運命」を見る（皮肉なことに、これはメロドラマで、キーストーンが制作していたタイプの映画ではない）。その映画では、彼らの窃盗が道徳劇の形で描かれている。二人とも罪悪感を感じ、劇場を出て、公園のベンチに座っていると、新聞配達員（ゴードン・グリフィス）から新聞を買って読んでいると、ティリーの叔父バンクス（チャールズ・ベネット）の記事を発見。バンクスは大富豪で、登山遠征中に行方不明となり、ティリーが唯一の相続人に指名され、300万ドルを相続することを知る。ペテン師はメーベルを公園のベンチに残し、レストランに走って行く。ティリーは家に帰るのが恥ずかしくて、給仕として働かざるを得なくなる。ペテン師はティリーにプロポーズし、彼女は最初は懐疑的ではあったが、ペテン師が自分を愛していると信じて、二人は結婚する。彼らは叔父の屋敷に引っ越し、結婚披露宴のパーティーを開くが、ペテン師がメーベルをこっそりメイドとして家に潜ませて、２人が密談しているのを聞いて、パーティーは大混乱となる。
叔父のバンクスは山頂で、結局生きているのが発見され、大邸宅に戻ってくるのだが、ティリーが銃を発砲したため混乱状態。幸いにも誰も怪我をしなかったが、バンクス叔父は、ティリーが自分の家に損害を与えたとして逮捕するよう主張する。3 人は警官から逃げて桟橋まで逃げるが、そこで車により、ティリーは海に落ちる。彼女は助けを求めてもがき、最終的に安全な場所まで引き上げられ、ティリーもメーベルもどちらも、自分達がペテン師の恋人にはふさわしくないことに気づく。ペテン師は去り、女性2人は友達になる。

## 概要
原作は1910年に発表されたアルフレッド・ボールドウィン・スローンとエドガー・スミスの『ティリーの悪夢（Tillie's Nightmare）』であり、すでにブロードウェイで大評判をとっていた喜劇であった。チャップリンの伝記を著した映画史家のデイヴィッド・ロビンソンの見立てでは、マック・セネットは師匠筋にあたるD・W・グリフィスが、のちに『國民の創生』（1915年）として結実する大作の製作に取りかかったことを耳にしてライバル意識が芽生え、そこに当時流行の「有名俳優に有名舞台を組み合わせる」という製作手法をもって喜劇の大作に挑戦したとする。セネットは駆け出しのころに、ドレスラーと多少の面識を持っていた。
企画が決まると、セネットはキーストン社の総力を挙げる形で製作に取りかかり、製作期間14週はキーストン社始まって以来の長さを記録した。また、観客動員の担保のためにメーベルとチャップリンが助演に配され、キーストン・コップスの面々をはじめとするキーストン社の所属俳優の多くを総動員した形となった。結果的に完成した作品は、フィルムの長さ6000フィート、6巻90分におよぶ喜劇映画初の長編物となった。6000フィートという長さを具体的に比較するなら、チャップリンが監督した作品で初めての長編である『キッド』のオリジナル版の長さが5250フィートである。物語の大筋は生かされているが、ラストはキーストン映画「お約束」の展開となる。作品は1914年11月14日に封切られ、批評家と観客双方から好意かつ熱狂的に迎え入れられ、その後も再公開が繰り返される作品となった。もっとも、チャップリン自身は自伝において「作品の出来はたいしたことがなかった」と回想している。ドレスラーとの共演自体は楽しかったようであるが、そのドレスラーはチャップリンを「無名の俳優」と思い込み、「自分が有名にしてやった」と思っていた。ドレスラーの回想そのものは正しくはないが、『醜女の深情け』が「チャップリンの名を広く知らしめた作品」であるという位置づけは、映画史家のデイヴィッド・ロビンソンも特に否定はしていない。
なお、この作品以降チャップリンは他人のメガホンのもとで出演することも別のスターの脇に回ることもなくなったが、例外として1920年代に他人が監督した2本から3本ばかりの映画で、小さな役柄を特別出演という形で出演したことがある。屋敷のセットはロスコー・アーバックルの「ノックアウト」のラストの追跡シーンで使われた。尚、ラストのティリーが銃を乱射しながらチャップリンを室内から屋外へと追跡するシーンと「ノックアウト」の追跡シーンは似ており、ティリーが海に落ちるシーンも「ノックアウト」でアーバックルが海に落ちるシーンと共通している。

## キャスト
- マリー・ドレスラー：ティリー・バンクス
- チャールズ・チャップリン：ペテン師
- メーベル・ノーマンド：ペテン師の女友達
- マック・スウェイン：ジョン・バンクス。ティリーの父
- チャールズ・ベネット：ダグラス・バンクス。ティリーの大富豪の伯父
- チェスター・コンクリン：フージー氏
- フィリス・アレン：見張りを行うウェイトレス
- チャーリー・チェイス（英語版）：探偵
- チャールズ・マレイ（英語版）：探偵
- ハリー・マッコイ（英語版）：ピアニスト
- エドガー・ケネディ（英語版）：レストランのオーナー
- アリス・ダヴェンポート（英語版）：ピアニスト
- ミンタ・ダーフィ：メイド
- ジョー・ボルドー（英語版）：警官
- ハンク・マン：警官

etc